# Evstahij Ozimek
Evstahij Ozimek (s pravim imenom Jožef Ozimek, tudi Evstahij Ozimk), slovenski rimskokatoliški duhovnik in frančiškan, * 24. januar 1817, Šentvid pri Stični, † 20. februar 1898, Ljubljana.